# Dirty Cash
Dirty Cash (Money Talks) is een nummer van de Britse band Adventures of Stevie V. Het nummer werd oorspronkelijk op 4 december 1989 uitsluitend in het Verenigd Koninkrijk en Ierland op single uitgebracht. Op 21 mei 1990 werd het nummer als remix heruitgebracht op single in Europa, Australië, Nieuw-Zeeland, de VS en Canada.

## Achtergrond
Dirty Cash was de grootste hit van de groep en werd een hit in een groot deel van Europa, Oceanië, de VS en Canada. In thuisland het Verenigd Koninkrijk bereikte de plaat de 2e positie in de UK Singles Chart. In de Verenigde Staten was de plaat minder succesvol met slechts een 25e positie in de Billboard Hot 100. In Canada werd de nummer 1-positie behaald in de "Dance/Urban" lijst, Australië de 18e, Nieuw-Zeeland de 34e, Duitsland de 20e, Oostenrijk de 13e, Zwitserland de 16e en in de Eurochart Hot 100 de 7e positie. 
In Nederland was de plaat op vrijdag 1 juni 1990 Veronica Alarmschijf op Radio 3 en werd mede hierdoor een gigantische hit in de destijds twee landelijke hitlijsten op de nationale publieke popzender. De plaat bereikte de nummer 1-positie in zowel de Nederlandse Top 40 als de Nationale Top 100.
In België bereikte de single de 3e positie in zowel de voorloper van de Vlaamse Ultratop 50 als de Vlaamse Radio 2 Top 30. In Wallonië werd géén notering behaald 
In het nummer wordt geprotesteerd tegen het materialisme in de wereld (dirty cash betekent letterlijk "smerig geld"). De zang in het nummer werd verzorgd door de Britse zangeres Melody Washington.

## Hitnoteringen

### Nederlandse Top 40
| Hitnotering: 09-06-1990 t/m 08-09-1990 | Hitnotering: 09-06-1990 t/m 08-09-1990 | Hitnotering: 09-06-1990 t/m 08-09-1990 | Hitnotering: 09-06-1990 t/m 08-09-1990 | Hitnotering: 09-06-1990 t/m 08-09-1990 | Hitnotering: 09-06-1990 t/m 08-09-1990 | Hitnotering: 09-06-1990 t/m 08-09-1990 | Hitnotering: 09-06-1990 t/m 08-09-1990 | Hitnotering: 09-06-1990 t/m 08-09-1990 | Hitnotering: 09-06-1990 t/m 08-09-1990 | Hitnotering: 09-06-1990 t/m 08-09-1990 | Hitnotering: 09-06-1990 t/m 08-09-1990 | Hitnotering: 09-06-1990 t/m 08-09-1990 | Hitnotering: 09-06-1990 t/m 08-09-1990 | Hitnotering: 09-06-1990 t/m 08-09-1990 | Hitnotering: 09-06-1990 t/m 08-09-1990 |
| Week                                   | 1                                      | 2                                      | 3                                      | 4                                      | 5                                      | 6                                      | 7                                      | 8                                      | 9                                      | 10                                     | 11                                     | 12                                     | 13                                     | 14                                     |                                        |
| -------------------------------------- | -------------------------------------- | -------------------------------------- | -------------------------------------- | -------------------------------------- | -------------------------------------- | -------------------------------------- | -------------------------------------- | -------------------------------------- | -------------------------------------- | -------------------------------------- | -------------------------------------- | -------------------------------------- | -------------------------------------- | -------------------------------------- | -------------------------------------- |
| Nummer                                 | 35                                     | 19                                     | 9                                      | 3                                      | 2                                      | 1                                      | 1                                      | 1                                      | 2                                      | 4                                      | 6                                      | 15                                     | 24                                     | 36                                     | uit                                    |

### Nationale Top 100
| Hitnotering: 09-06-1990 t/m 22-09-1990 | Hitnotering: 09-06-1990 t/m 22-09-1990 | Hitnotering: 09-06-1990 t/m 22-09-1990 | Hitnotering: 09-06-1990 t/m 22-09-1990 | Hitnotering: 09-06-1990 t/m 22-09-1990 | Hitnotering: 09-06-1990 t/m 22-09-1990 | Hitnotering: 09-06-1990 t/m 22-09-1990 | Hitnotering: 09-06-1990 t/m 22-09-1990 | Hitnotering: 09-06-1990 t/m 22-09-1990 | Hitnotering: 09-06-1990 t/m 22-09-1990 | Hitnotering: 09-06-1990 t/m 22-09-1990 | Hitnotering: 09-06-1990 t/m 22-09-1990 | Hitnotering: 09-06-1990 t/m 22-09-1990 | Hitnotering: 09-06-1990 t/m 22-09-1990 | Hitnotering: 09-06-1990 t/m 22-09-1990 | Hitnotering: 09-06-1990 t/m 22-09-1990 | Hitnotering: 09-06-1990 t/m 22-09-1990 | Hitnotering: 09-06-1990 t/m 22-09-1990 |
| Week                                   | 1                                      | 2                                      | 3                                      | 4                                      | 5                                      | 6                                      | 7                                      | 8                                      | 9                                      | 10                                     | 11                                     | 12                                     | 13                                     | 14                                     | 15                                     | 16                                     |                                        |
| -------------------------------------- | -------------------------------------- | -------------------------------------- | -------------------------------------- | -------------------------------------- | -------------------------------------- | -------------------------------------- | -------------------------------------- | -------------------------------------- | -------------------------------------- | -------------------------------------- | -------------------------------------- | -------------------------------------- | -------------------------------------- | -------------------------------------- | -------------------------------------- | -------------------------------------- | -------------------------------------- |
| Nummer                                 | 56                                     | 32                                     | 18                                     | 9                                      | 3                                      | 2                                      | 1                                      | 1                                      | 2                                      | 3                                      | 7                                      | 11                                     | 23                                     | 33                                     | 60                                     | 88                                     | uit                                    |

## Herwerkte versies
In 2009 bracht de Britse rapper Dizzee Rascal een remix van het nummer uit onder dezelfde naam. Het had gematigd succes in Europa. 
De Britse producer PAWSA bracht in het najaar van 2024 ook een geremixte versie van het nummer uit, die in week 49 werd verkozen tot de 1573e Megahit op NPO 3FM.